# Kaoru Mori
森薫
Œuvres principales
Première œuvre : Emma
Autres ouvrages :
- Shirley
- Bride Stories

Kaoru Mori (森薫, Mori Kaoru) est une mangaka née le 18 septembre 1978 à Tôkyô. Emma est sa première série (de dix tomes), dont le succès a été limité. En revanche, Bride Stories a eu plus de lecteurs, séduits par ses arabesques et ses motifs propres à l'Asie centrale.

## Biographie
Kaoru Mori commence à dessiner à l'époque du lycée puis réalise  quelques dôjinshi sous le pseudonyme de Fumio Agata (県文緒, Agata Fumio). Elle fait ses débuts dans le circuit professionnel en 2001 avec le manga Emma prépublié dans le magazine Monthly Comic Beam de l'éditeur Enterbrain. La série totalise 10 tomes prépubliés de 2001 à 2008 et connait également deux adaptations animées, diffusées en 2005 et 2007. Le manga gagne même le prix d'excellence 2005 au Japan Media Arts Festival.
En octobre 2008, elle a commencé un nouveau manga, Bride Stories, prépublié dans le bimensuel Fellows! du même éditeur. En 2012, au Festival international de la bande dessinée, le tome 1 remporte le prix inter-générations.

## Œuvres
- 2001 - 2008 : Emma (エマ, Ema?) - 10 tomes parus en édition simple / Chez Kurokawa - 5 tomes parus en édition grand format / chez Ki-Oon, Latitudes.
- 2003 - terminé en France / terminé au Japon : Shirley (シャーリー, Shirley?) - 1 tome / édition Kurokawa - 2 tomes / chez Ki-oon - 2 tomes au Japon.
- 2008 - en cours : Bride Stories (乙嫁語り, Otoyomegatari?) - 15 tomes parus au Japon et 14 en France. / chez Ki-Oon pour l'édition simple et Ki-Oon, Latitudes pour l'édition grand format.

### Contributions
- Violet Blossoms (すみれの花, Sumire no hana?) au dessin.

## Récompenses
- 2005 : Prix d'excellence du Japan Media Arts Festival pour Emma.
- 2012 : Prix intergénérations du festival d'Angoulême pour Bride Stories.

### Articles de journaux
- Marius Chapuis, « Bride Stories. Taillé à la steppe. », Libération,‎ 26 avril 2014, p. 54-55 (lire en ligne).